# Umqombothi
L'umqombothi è una birra tipica degli Xhosa sudafricani. 

## Descrizione
L'umqombothi si prepara utilizzando farina di mais, malto di mais e di sorgo e lievito. Ha un color marrone opaco, una consistenza densa e un aroma forte e acido. Ha un basso contenuto di alcol ed è ricca di vitamina B. Vi sono diverse tecniche di produzione che cambiano leggermente di regione in regione.